# تیلاندزیا
تیلاندزیا (انگلیسی: Tillandsia) سرده‌ای متشکل از حدود ۶۵۰ گونه از گیاهان پایای گلدار همیشه‌سبز در خانوادهٔ آناناسیان است که بومی کوهستان‌ها و بیابان‌های مکزیک، جنوب شرقی ایالات متحده، آمریکای میانه، کارائیب تا میانه‌های آرژانتین است.